# Едгар Рамірес
Е́дгар Філібе́рто Рамі́рес Арелла́но (ісп. Édgar Ramírez; нар. 25 березня 1977, Сан-Кристобаль, Венесуела) — венесуельський актор. Лауреат кінопремії «Сезар» 2011 року у категорії «Найперспективніший актор» за виконання головної ролі у мінісеріалі «Карлос» .

## Біографія

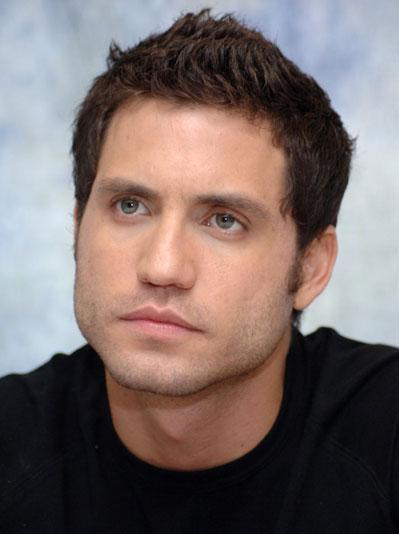
Едгар Рамірес у 2005 році

Едгар Рамірес народився у місті Сан-Кристобаль (штат Тачіра у Венесуелі) в сім'ї адвоката Содей Ареллано і військовослужбовця Філіберто Раміреса. Має сестру Наталі. Дитинство Едгар провів у подорожах світом через роботу батька, яка була пов'язана з постійними роз'їздами. Саме завдяки цьому Рамірес вільно спілкується п'ятьма мовами — іспанською, італійською, німецькою, англійською і французькою.
Освіту Едгар Рамірес здобув у Католицькому Університеті Андре Бело отримавши два ступеня: одну в царині масової інформації, а другу — політичних комунікацій. Батько Едгара хотів, щоб той обрав кар'єру дипломата. Під час навчання в коледжі Едгар підробляв журналістом, усі його статті мали виключно політичний характер. По закінченні університету у 1999 році Рамірес став виконавчим директором венесуельської громадської організації Dale al Voto; разом зі своєю командою він займався кампаніями на підтримку радіоканалів, телеканалів і кінотеатрів. Приблизно в той же час Едгара почала приваблювати акторська діяльність. Першою його акторською роботою став серіал Cosita-Rica, знятий за замовленням телеканалу Venevisión.
У 2005 році акторові запропонували взяти участь в зйомках стрічки «Доміно», режисером якої виступив Тоні Скотт, потім у політичному трилері «Точка обстрілу» (2009) Піта Трейвіса.
У 2007 році ім'я Едгара Раміреса стало відоме за межами Латинської Америки після ролі агента ЦРУ у бойовику «Ультиматум Борна» (2007) режисера Пола Грінграсса.
У 2010 році Рамірес отримав премію «Сезар» як Найперспективніший актор за участь у європейському біографічному проекті «Карлос». Крім того він був представлений в номінаціях на премії «Золотий глобус» та «Еммі».
У 2012 році Едгар Рамірес втілив образ бога війни Ареса в американо-іспанському фентезійному бойовику «Гнів Титанів», отримавши за цю роль Латиноамериканську мистецьку премію ALMA як улюблений актор у ролі другого плану.
Окрім роботи в кіно та на телебаченні Едгар Рамірес займається також і благодійною діяльністю, підтримуючи організацію по боротьбі з насильством і фонд, заснований для допомоги дітям з особливими потребами.

## Фільмографія

### Фільми
| Рік  |   | Українська назва                  | Оригінальна назва            | Роль                                    |
| ---- | - | --------------------------------- | ---------------------------- | --------------------------------------- |
| 2003 | ф |                                   | Yotama se va volando         | Мануель                                 |
| 2005 | ф | Афіна і Афродіта                  | Atenea y Afrodita            | Новіо                                   |
| 2005 | ф | Доміно                            | Domino                       | Чоко                                    |
| 2006 | ф | Дон                               | El Don                       | Ельваро                                 |
| 2006 | ф | Еліпс                             | Elipsis                      | Себастьян                               |
| 2007 | ф | Ультиматум Борна                  | The Bourne Ultimatum         | Паз                                     |
| 2008 | ф | Че                                | Ché                          | Кіро Редондо                            |
| 2008 | ф | Сірано Фернандес                  | Cyrano Fernandez             | Сірано Фернандес                        |
| 2009 | ф | Точка обстрілу                    | Vantage Point                | Хав'єр                                  |
| 2011 | ф | Передай привіт дияволові від мене | Saluda al diablo de mi parte | Анхель                                  |
| 2012 | ф | Гнів Титанів                      | Wrath of the Titans          | Арес                                    |
| 2012 | ф | Ціль номер один                   | Zero Dark Thirty             | Ларрі, член підрозділу «Морські котики» |
| 2013 | ф | Визволитель                       | Libertador                   | Сімон Болівар                           |
| 2013 | ф | Радник                            | The Counselor                | священик                                |
| 2014 | ф | Визволи нас від зла               | Deliver Us from Evil         | Мендоза                                 |
| 2015 | ф | На гребені хвилі                  | Point Break                  | Боді                                    |
| 2015 | ф | Джой                              | Joy                          | Тоні Міранна                            |
| 2016 | ф | Кам'яні кулаки                    | Hands of Stone               | Роберто Дуран                           |
| 2016 | ф | Дівчина в потягу                  | The Girl on the Train        | доктор Камаль Абдік                     |
| 2016 | ф | Золото                            | Gold                         | Майкл Акоста                            |
| 2017 | ф | Яскраві                           | Bright                       | Кандомер                                |
| 2018 | ф |                                   | Furlough                     | Кевін Рівера                            |
| 2018 | ф |                                   | La quietud                   | Вінсент                                 |
| 2019 | ф |                                   | Wasp Network                 | Рене Гонсалес                           |
| 2020 | ф | Опір                              | Resistance                   | Зігмунд                                 |
| 2021 | ф | День «Так»                        | Yes Day                      | Карлос Торрес                           |
| 2021 | ф | Круїз по джунглях                 | Jungle Cruise                | Агірре                                  |
| 2022 | ф | 355                               | 355                          | Луїс                                    |
| 2024 | ф | Емілія Перес                      | Emilia Pérez                 | Густаво                                 |
| 2024 | ф | Бордерлендс                       | Borderlands                  | Атлас                                   |

### Телебачення
| Рік  |   | Українська назва                                       | Оригінальна назва                                         | Роль                            |
| ---- | - | ------------------------------------------------------ | --------------------------------------------------------- | ------------------------------- |
| 2003 | с | Красуня                                                | Cosita rica                                               | Касік (4 серії)                 |
| 2005 | с | Однією красою не обійдешся                             | Ser bonita no basta                                       | Леонардо (Епізод: "#1.1")       |
| 2010 | с | Карлос                                                 | Carlos                                                    | Іліч «Карлос» Санчес (3 серії)  |
| 2018 | с | Вбивство Джанні Версаче: Американська історія злочинів | The Assassination of Gianni Versace: American Crime Story | Джанні Версаче (6 серій)        |
| 2020 | с | Знищення                                               | The Undoing                                               | детектив Джой Мендоза (6 серій) |
| 2023 | с |                                                        | Florida Man                                               | Майк Валентайн (8 серій)        |
| 2023 | с | Доктор Смерть                                          | Dr. Death                                                 | Паоло Маккіаріні (8 серій)      |

## Визнання

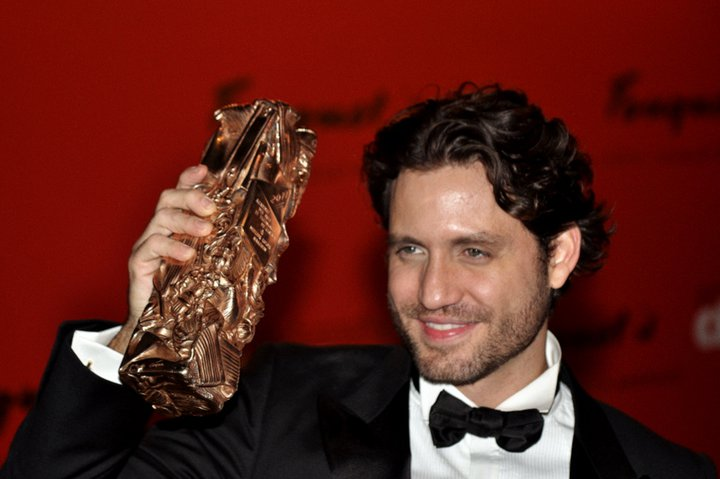
Е. Рамірес — володар кінопремії Сезар, 2011

| Рік                                              | Категорія                                                                                             | Фільм                         | Результат |
| ------------------------------------------------ | --- | ----------------------------- | --------- |
| Іспанський кінофестиваль в Малазі                | |                               |           |
| 2008                                             | Найкращий актор                                                                                       | Сірано Фернандес              | Перемога  |
| Міжнародний кінофестиваль в Ам'єні               | |                               |           |
| 2008                                             | Найкращий актор                                                                                       | Сірано Фернандес              | Перемога  |
| Приз Асоціації кінокритиків Лос-Анджелеса        | |                               |           |
| 2010                                             | Найкращий актор                                                                                       | Карлос                        | 2-е місце |
| Приз національного товариства кінокритиків (США) | |                               |           |
| 2010                                             | Найкращий актор                                                                                       | Карлос                        | 2-е місце |
| Премія «Сезар»                                   | |                               |           |
| 2011                                             | Найперспективніший актор                                                                              | Карлос                        | Перемога  |
| Золотий глобус                                   | |                               |           |
| 2011                                             | Найкраща чоловіча роль міні-серіалу або телефільму                                                    | Карлос                        | Номінація |
| Прайм-тайм премія «Еммі»                         | |                               |           |
| 2011                                             | Найкращий актор у міні-серіалі або фільмі                                                             | Карлос                        | Номінація |
| Телевізійний фестиваль в Монте-Карло             | |                               |           |
| 2011                                             | Найкраща гра актора в міні-серіалі                                                                    | Карлос                        | Перемога  |
| Приз Міжнародного товариства кіноманів           | |                               |           |
| 2011                                             | Найкращий актор                                                                                       | Карлос                        | Перемога  |
| Премія ALMA                                      | |                               |           |
| 2012                                             | Улюблений кіноактор: роль другого плану                                                               | Гнів Титанів                  | Перемога  |
| Imagen Awards                                    | |                               |           |
| 2016                                             | Найкращий актор другого плану - художній фільм                                                        | Джой                          | Номінація |
| Кінопремія Голлівуду                             | |                               |           |
| 2016                                             | Найкращий акторський склад (разом з Меттью Мак-Конагей, Брайс Даллас Говард та Стейсі Кіч)            | Золото                        | Перемога  |
| Gold Derby                                       | |                               |           |
| 2018                                             | Найкращий актор другого плану - фільм або мінісеріал                                                  | Американська історія злочинів | Номінація |
| 2018                                             | Найкращий акторський ансамбль року (разом з Даррен Крісс, Рікі Мартін, Пенелопа Крус та Фінн Віттрок) | Американська історія злочинів | Номінація |
| Прайм-тайм премія «Еммі»                         | |                               |           |
| 2018                                             | Найкращий актор другого плану у мінісеріалі або фільмі                                                | Американська історія злочинів | Номінація |